# Bouke Benenga
Bouke Benenga (Rotterdam, 27 maart 1888 – aldaar, 4 januari 1968) was een zwemmer en waterpoloër, die Nederland in 1908 vertegenwoordigde bij de Olympische Spelen in Londen.
Benenga kwam, net als zijn twee jaar oudere broer Lamme,
in de hoofdstad van Groot-Brittannië uit op het koningsnummer van de zwemsport, de 100 meter vrije slag. Op dat onderdeel werd hij voortijdig (eerste serie) uitgeschakeld. Benenga, lid van zwemvereniging DJK uit Amsterdam-West, was een van de zeven zwemmers, die Nederland vertegenwoordigde bij de vierde Olympische Spelen. De anderen waren Johan Cortlever, Frits Meuring, Piet Ooms, Eduard Meijer, Bartholomeus Roodenburch en, zoals reeds gememoreerd, Lamme Benenga.
Maar de jongste van de twee zwembroers uit Rotterdam maakte in Londen tevens deel uit van de Nederlandse waterpoloselectie, die op de vierde en laatste plaats eindigde. Benenga overleed op 4 januari 1968 op 79-jarige leeftijd.
Bouke Benenga · 
Johan Cortlever · 
Jan Hulswit · 
Eduard Meijer · 
Karel Meijer · 
Piet Ooms · 
Johan Rühl